# Chức vụ Quân đội nhân dân Việt Nam
Chức vụ trong Quân đội nhân dân Việt Nam là cơ sở để xác định biên chế, quy hoạch, bố trí, sắp xếp, bổ nhiệm, đào tạo, bồi dưỡng cho quân nhân, công chức quốc phòng, công nhân quốc phòng; thực hiện chế độ chính sách góp phần xây dựng nề nếp chính quy, nâng cao chất lượng công tác và sức mạnh chiến đấu của Quân đội.

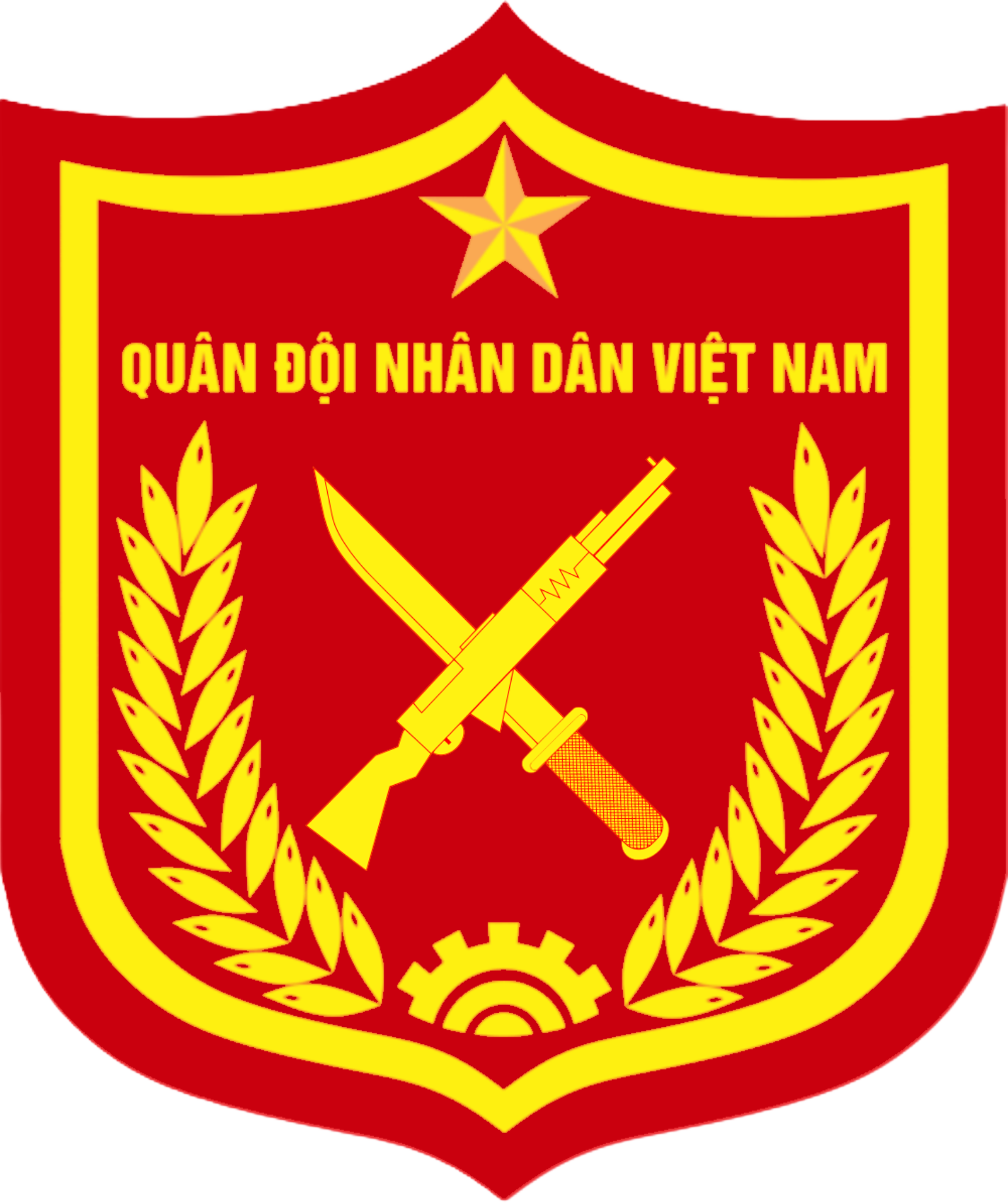
Phù hiệu Lục quân nhân dân Việt Nam

- Tên gọi: Xác định ngắn, gọn, phù hợp với chức năng nhiệm vụ và vị trí của chức vụ trong Quân đội
- Diện bố trí: Sĩ quan, Quân nhân chuyên nghiệp, công chức quốc phòng, công nhân quốc phòng, hạ sĩ quan-binh sĩ.

## Chức vụ Sĩ quan

### Bảng nhóm chức vụ - trần quân hàm cao nhất
Theo nghị định số 44/2005/NĐ-CP do Thủ tướng Chính phủ ký ban hành ngày 5 tháng 4 năm 2005, quy định nhóm chức vụ chuẩn và cấp bậc quân hàm cao nhất tương ứng của sĩ quan Quân đội nhân dân Việt Nam.
| Nhóm, hệ số chức vụ | Trần quân hàm cao nhất                                        | Chức vụ |
| ------------------- | ------------------------------------------------------------- | --- |
| 1                   | Đại tướng                                                     | - Bộ trưởng Bộ Quốc phòng Việt Nam |
| 2-1                 | Đại tướng (không quá 2)                                       | - Tổng Tham mưu trưởng Quân đội nhân dân Việt Nam - Chủ nhiệm Tổng cục Chính trị Quân đội nhân dân Việt Nam |
| 2-2                 | Thượng tướng Đô đốc Hải quân (không quá 14)                   | - Thứ trưởng Bộ Quốc phòng Việt Nam (6) - Phó Tổng Tham mưu trưởng (3) - Phó Chủ nhiệm Tổng cục Chính trị (3) - Sĩ quan biệt phái đảm nhiệm chức vụ Chủ nhiệm Ủy ban Quốc phòng và An ninh của Quốc hội - Tư lệnh, Chính ủy Quân chủng Hải quân/Quân chủng Phòng không-Không quân được phong quân hàm Đô đốc/Thượng tướng PKKQ nếu kiêm nhiệm các chức vụ trong nhóm |
| 3-1                 | Thượng tướng (không quá 2)                                    | - Giám đốc Học viện Quốc phòng - Chính ủy Học viện Quốc phòng |
| 3-2                 | Trung tướng Phó Đô đốc Hải quân Trung tướng (không quá 43)    | - Tư lệnh, Chính ủy: Quân khu 1, Quân khu 2, Quân khu 3, Quân khu 4, Quân khu 5, Quân khu 7, Quân khu 9, Quân chủng Hải quân, Quân chủng Phòng không-Không quân, Bộ đội Biên phòng, Bộ Tư lệnh Thủ đô Hà Nội, Bộ Tư lệnh Cảnh sát biển Việt Nam, Bộ Tư lệnh Tác chiến không gian mạng . - Chủ nhiệm, Chính ủy: Tổng cục Hậu cần - Kỹ thuật, Tổng cục Công nghiệp Quốc phòng. - Tổng cục trưởng, Chính ủy Tổng cục Tình báo. - Trưởng ban Cơ yếu Chính phủ. - Chánh Thanh tra Bộ Quốc phòng. - Chánh án Tòa án Quân sự Trung ương là Phó Chánh án Tòa án nhân dân tối cao. - Viện trưởng Viện Kiểm sát Quân sự Trung ương là Phó Viện trưởng Viện Kiểm sát nhân dân tối cao. - Chánh Văn phòng Quân ủy Trung ương - Văn phòng Bộ Quốc phòng. - Phó Chủ nhiệm Ủy ban Quốc phòng và An ninh của Quốc hội (2) - Giám đốc , Chính ủy : Học viện Lục quân, Học viện Chính trị |
| 4-1                 | Trung tướng (không quá 39)                                    | Tư lệnh, Chính ủy : Quân đoàn 12, Quân đoàn 34, Bộ Tư lệnh Thành phố Hồ Chí Minh. Giám đốc , Chính ủy : Học viện Kỹ thuật Quân sự, Học viện Hậu cần, Học viện Quân y Hiệu trưởng, Chính ủy: Trường Sĩ quan Lục quân 1, Trường Sĩ quan Lục quân 2, Trường Sĩ quan Chính trị. Cục trưởng các Cục: Tác chiến, Quân huấn, Quân lực, Tổ chức, Cán bộ, Tuyên huấn , Nhà trường, Tác chiến điện tử, Cứu hộ-Cứu nạn, Đối ngoại, Dân quân tự vệ, Viện trưởng Viện Chiến lược quốc phòng. Phó Chủ nhiệm Ủy ban Kiểm tra Quân ủy Trung ương (4). Chủ tịch kiêm Tổng Giám đốc Tập đoàn Công nghiệp - Viễn thông Quân đội. Phó Giám đốc Học viện Quốc phòng (3), Phó Chính ủy Học viện Quốc phòng (1). Giám đốc Bệnh viện Trung ương Quân đội 108. |
| 4-2                 | Thiếu tướng Chuẩn Đô đốc Hải quân Thiếu tướng (không quá 124) | - Phó Chủ nhiệm: Tổng cục Hậu cần -Kỹ thuật , Tổng cục Công nghiệp Quốc phòng (4) - Phó Tổng cục trưởng: Tổng cục Tình báo(4) - Phó Tư lệnh: Quân khu 1 (4), Quân khu 2 (4), Quân khu 3 (4), Quân khu 4 (4), Quân khu 5 (4), Quân khu 7 (4), Quân khu 9 (4), Quân chủng Hải quân (6), Quân chủng Phòng không-Không quân (6), Bộ đội Biên phòng (5), Bộ Tư lệnh Thủ đô Hà Nội (3), Bộ Tư lệnh Cảnh sát biển Việt Nam (3); Bộ Tư lệnh Tác chiến không gian mạng (3) . - Phó Chính ủy: Quân khu 1, Quân khu 2, Quân khu 3, Quân khu 4, Quân khu 5, Quân khu 7, Quân khu 9, Quân chủng Hải quân, Quân chủng Phòng không-Không quân,Quân đoàn 12, Quân đoàn 34, Bộ đội Biên phòng, Bộ Tư lệnh Thủ đô Hà Nội, Bộ Tư lệnh Cảnh sát biển Việt Nam; Bộ Tư lệnh Tác chiến không gian mạng, Tổng cục Kỹ thuật, Tổng cục Hậu cần, Tổng cục Công nghiệp Quốc phòng, Tổng cục Tình báo, Học viện Lục quân, Học viện Chính trị, Học viện Kỹ thuật Quân sự, Học viện Hậu cần, Học viện Quân y; Trường Sĩ quan Lục quân 1, Trường Sĩ quan Lục quân 2, Trường Sĩ quan Chính trị. - Tư lệnh, Chính ủy: Binh chủng Công binh, Binh chủng Đặc công, Binh chủng Pháo binh, Binh chủng Tăng-Thiết giáp, Binh chủng Hóa học, Binh chủng Thông tin Liên lạc, Bộ Tư lệnh Bảo vệ Lăng Chủ tịch Hồ Chí Minh. - Tổng Giám đốc: Trung tâm Nhiệt đới Việt - Nga; - Cục trưởng các cục: Khoa học quân sự, Tài chính, Kế hoạch và Đầu tư, Điều tra hình sự, Kinh tế, Bảo vệ An ninh Quân đội, Tiêu chuẩn - Đo lường - Chất lượng, Dân vận, Chính sách, Cơ yếu. - Trợ lý Bộ trưởng Bộ Quốc phòng, Vụ trưởng Vụ Pháp chế. - Chánh Văn phòng Bộ Tổng Tham mưu. - Chánh Văn phòng Tổng cục Chính trị. |
| 5                   | Thiếu tướng Chuẩn Đô đốc Hải quân Thiếu tướng (không quá 191) | - Tư lệnh, Chính ủy: Vùng 1 Hải quân, Vùng 2 Hải quân, Vùng 3 Hải quân, Vùng 4 Hải quân, Vùng 5 Hải quân, Vùng 1 Cảnh sát biển, Vùng 2 Cảnh sát biển, Vùng 3 Cảnh sát biển, Vùng 4 Cảnh sát biển. - Phó Tư lệnh: Bộ Tư lệnh Thành phố Hồ Chí Minh (3) , Quân đoàn 12 (3) , Quân đoàn 34 (3) - Phó Chính ủy:Bộ Tư lệnh Thành phố Hồ Chí Minh (1), Quân đoàn 12 (1), Quân đoàn 34 (1) - Tổng Biên tập: Báo Quân đội nhân dân, Tạp chí Quốc phòng toàn dân. - Giám đốc Trung tâm Phát thanh - Truyền hình Quân đội. - Cục trưởng các cục: Cửa khẩu, Trinh sát Bộ đội Biên phòng, Phòng chống ma túy và tội phạm, Doanh trại, Quản lý công nghệ, Bản đồ, Quân nhu, Cục Quân y ,Xăng dầu, Vận tải, Quân khí, Xe-Máy, Kỹ thuật binh chủng, Huấn luyện - Đào tạo, Phòng không Lục quân, Trinh sát, Quản lý kỹ thuật nghiệp vụ mật mã. Cục 11, Cục 12, Cục 16, Cục 25, Cục 70, Cục 71; - Cục trưởng Cục Gìn giữ hòa bình Việt Nam. - Viện trưởng: Viện Khoa học và Công nghệ quân sự, Viện Lịch sử quân sự Việt Nam, Viện Quan hệ Quốc tế về Quốc phòng (Việt Nam), Viện 26. - Giám đốc, Chính ủy các Học viện: Phòng không - Không quân, Hải quân, Biên phòng, Khoa học quân sự; - Giám đốc Học viện Kỹ thuật Mật mã; - Tư lệnh các Binh đoàn Quốc phòng - Kinh tế: Binh đoàn 11, Binh đoàn 12, Binh đoàn 15, Binh đoàn 16 và Binh đoàn 18. - Chủ nhiệm Chính trị: Quân khu, Quân chủng, Bộ đội Biên phòng, Học viện Quốc phòng, Bộ Tổng Tham mưu, Tổng cục Hậu cần, Tổng cục Kỹ thuật, Tổng cục Công nghiệp Quốc phòng, Tổng cục II; Cục trưởng Cục Chính trị thuộc Tổng cục Chính trị. - Phó Tham mưu trưởng: là Bí thư hoặc Phó Bí thư Đảng ủy Bộ Tham mưu Quân khu, Quân chủng, Bộ đội Biên phòng. - Phó Chủ nhiệm Chính trị: là Bí thư hoặc Phó Bí thư Đảng ủy Cục Chính trị Quân khu, Quân chủng, Bộ đội Biên phòng - Phó Cục trưởng: Tác chiến (3), Quân huấn (3). - Phó Giám đốc: Học viện Lục quân (3), Học viện Chính trị (3), Học viện Kỹ thuật Quân sự (3), Học viện Hậu cần (3), Học viện Quân y (3) - Phó Hiệu trưởng: Trường Sĩ quan Lục quân 1 (3), Trường Sĩ quan Lục quân 2 (3), Trường Sĩ quan Chính trị (3); - Phó Trưởng ban Ban Cơ yếu Chính phủ (2); - Phó Chánh Thanh tra Bộ Quốc phòng (3); - Phó Cục trưởng: Cục Quân lực (2), Cục Dân quân tự vệ (2), Cục Tổ chức (2), Cục Cán bộ (2), Cục Tuyên huấn (2), Cục Nhà trường (2), Cục Tác chiến điện tử (2), Cục Công nghệ thông tin (2), Cục Cứu hộ - Cứu nạn (2), Cục Đối ngoại (2). - Phó Chánh án Tòa án Quân sự Trung ương (2). - Phó Viện trưởng Viện Kiểm sát Quân sự Trung ương (2). - Phó Chánh Văn phòng Quân ủy Trung ương - Văn phòng Bộ Quốc phòng (2). - Phó Viện trưởng Viện Chiến lược quốc phòng (2).. - Phó tổng giám đốc Tập đoàn Công nghiệp - Viễn thông Quân đội có số lượng không quá ba, gồm Phó tổng giám đốc là Bí thư Đảng ủy, Phó tổng giám đốc phụ trách Khối Công nghiệp quốc phòng công nghệ cao, Phó tổng giám đốc phụ trách Khối Công nghệ thông tin và an ninh mạng. - Ủy viên Chuyên trách Ủy ban Kiểm tra Quân ủy Trung ương (4). - Giám đốc: Bệnh viện 175, Bệnh viện 103, Viện Y học cổ truyền Quân đội, Viện Bỏng quốc gia; - Bệnh viện Trung ương Quân đội 108 (3) : Bao gồm Phó Giám đốc (1) , Viện trưởng Viện Bảo vệ, chăm sóc sức khỏe cán bộ Trung ương (1), Giám đốc Trung tâm Ứng phó các tình huống khẩn cấp (1) - Ủy viên Thường trực Ủy ban Quốc phòng và An ninh của Quốc hội. - Chủ nhiệm các khoa thuộc Học viện Quốc phòng: Lý luận Mác - Lênin; Công tác Đảng, công tác chính trị; Chiến lược; Chiến dịch; |
| 5                   | Đại tá                                                        | - Cục trưởng các cục: Cục 72, Cục 72, Cục 78, Cục 701, Cục T1, Cơ yếu 893, Cục Hậu cần thuộc Bộ Tổng Tham mưu, Cục Hậu cần thuộc Tổng cục Chính trị, Cục Chứng thực Số và Bảo mật Thông tin, Cục Chính trị-Tổ chức, Cục Quản lý Mật mã Dân sự và Kiểm định Sản phẩm Mật mã. - Cục trưởng Cục Thi hành án - Cục trưởng, Chính ủy Cục Hậu cần: Quân chủng, Quân khu, Bộ đội Biên phòng. - Cục trưởng, Chính ủy Cục Kỹ thuật: Quân chủng, Quân khu, Bộ đội Biên phòng. - Đoàn trưởng: Đoàn Nghi lễ Quân đội, Đoàn 871 - Chính ủy các cục: Doanh trại, Quân nhu, Xăng dầu, Vận tải, Quân khí, Xe-Máy, Kỹ thuật Binh chủng; Cục 11, Cục 12, Cục 16, Cục 25, Cục 71, Cục 72, Cục 80. - Chính ủy: Bệnh viện 103, Viện Bỏng quốc gia; Viện 26, Viện 70, Viện 78, Viện 501, Trung tâm 701, Trung tâm 72, Trung tâm 75, Trung tâm T504, Đoàn 871, Bệnh viện 354, Bệnh viện 105, Bệnh viện 87, Xí nghiệp Liên hợp Z751 - Hiệu trưởng, Chính ủy các Trường Sĩ quan: Trường Đại học Văn hóa-Nghệ thuật Quân đội, Kỹ thuật Quân sự, Không quân, Công binh, Đặc công, Pháo binh, Tăng-Thiết giáp, Phòng hóa, Thông tin Liên lạc. - Chính ủy Học viện Kỹ thuật Mật mã; - Tổng Giám đốc các Tổng Công ty: Xuất nhập khẩu Tổng hợp Vạn Xuân, Đầu tư Phát triển nhà và Đô thị, Xây dựng Lũng Lô, Đông Bắc, Thái Sơn, 319, 789, 28, 36, Ngân hàng Thương mại Cổ phần Quân đội, Hatuco - Ngọc Vinh, SECOTEX-PAdes1.1.8, Ba Son, Sông Thu, Cổ phần Bảo hiểm Quân đội, Kinh tế Kỹ thuật Công nghiệp quốc phòng, Tân cảng Sài gòn, Tổng Công ty Viễn thông Viettel, Tổng Công ty Mạng lưới Viettel, Tổng Công ty cổ phần Bưu chính Viettel, Tổng Công ty cổ phần Đầu tư quốc tế Viettel - Tổng Biên tập: Tạp chí Văn nghệ Quân đội, Tạp chí Nghệ thuật Quân sự Việt Nam, Tạp chí Giáo dục lý luận chính trị quân sự. - Giám đốc Trung tâm Thông tin Khoa học Quân sự, Bảo tàng Lịch sử Quân sự Việt Nam, Bảo hiểm Xã hội Bộ Quốc phòng, Điện ảnh Quân đội nhân dân, Nhà Xuất bản Quân đội nhân dân, Bệnh viện 354, Bệnh viện 105, Bệnh viện 87, Xí nghiệp Liên hợp Z751, Học viện Viettel - Phó Tham mưu trưởng Quân khu, Quân chủng, Bộ đội Biên phòng. - Phó Chủ nhiệm Chính trị Quân khu, Quân chủng, Bộ đội Biên phòng - Chỉ huy trưởng: Trung tâm 701, 72, 75, T504, Trường bắn Quốc gia Khu vực 1 - Viện trưởng: Viện Thiết kế, Viện Khoa học Nghệ thuật Quân sự, Viện Khoa học Xã hội và Nhân văn Quân sự, Viện Kỹ thuật Cơ giới Quân sự, Viện Kỹ thuật công trình đặc biệt, Viện Nghiên cứu và Đào tạo Việt-Nga, Viện Khoa học và Công nghệ tiên tiến, Viện Công nghệ Mô phỏng, Viện Tích hợp hệ thống, Viện Nghiên cứu khoa học hậu cần quân sự, Viện 69, Viện 78, Viện Nghiên cứu Khoa học Công nghệ Mật mã, Viện Cơ cấu chiến lược, Viện nghiên cứu chiến lược kỹ thuật thông tin viễn chinh, Viện Thiết kế tàu quân sự, Viện Vũ khí, Viện Thuốc phóng - Thuốc nổ, Viện Công nghệ, Viện Y học Hải quân, Viện Kỹ thuật Hải quân, Viện Kỹ thuật PK-KQ, Viện Y học PK-KQ, Viện Chấn thương - Chỉnh hình Quân đội, Viện Tim mạch Quân đội, Viện Lâm sàng các bệnh Truyền nhiễm, Viện Nghiên cứu và Phát triển Viettel. - Chủ nhiệm các khoa thuộc Học viện Quốc phòng: Chỉ huy tham mưu, Quân chủng, Binh chủng, Quân sự Địa phương, Trinh sát Quân sự nước ngoài. - Cấp phó các chức vụ thuộc (Nhóm 4, Thiếu tướng) và (Nhóm 4, Đại tá) |
| 6                   | Đại tá                                                        | - Sư đoàn trưởng, Chính ủy Sư đoàn - Chỉ huy trưởng, Chính ủy Bộ Chỉ huy Quân sự cấp Tỉnh - Chỉ huy trưởng, Chính ủy Bộ Chỉ huy Bộ đội Biên phòng cấp Tỉnh - Cục trưởng Cục Hậu cần: Tổng cục Hậu cần, Tổng cục Kỹ thuật, Tổng cục Tình báo, Tổng cục Công nghiệp Quốc phòng, Quân đoàn, Binh chủng, Bộ Tư lệnh Thủ đô, Bộ Tư lệnh Cảnh sát biển. - Cục trưởng Cục Kỹ thuật: Tổng cục Tình báo, Tổng cục Công nghiệp Quốc phòng, Quân đoàn, Binh chủng, Bộ Tư lệnh Thủ đô, Bộ Tư lệnh Cảnh sát biển. - Chính ủy Cục Hậu cần: Bộ Tư lệnh Thủ đô, Bộ Tư lệnh Cảnh sát biển, Quân đoàn, Binh chủng. - Chính ủy Cục Kỹ thuật: Tổng cục Công nghiệp Quốc phòng, Bộ Tư lệnh Thủ đô, Bộ Tư lệnh Cảnh sát biển, Quân đoàn, Binh chủng. - Chánh Văn phòng: Tổng cục (Hậu cần, Kỹ thuật, Tình báo, CNQP), Quân chủng, Quân khu, Bộ đội Biên phòng, Bộ Tư lệnh Thủ đô, Bộ Tư lệnh Cảnh sát biển, Bộ Tư lệnh Bảo vệ Lăng Chủ tịch Hồ Chí Minh, Quân đoàn, Binh chủng, Binh đoàn, Tập đoàn Viettel, Học viện Quốc phòng, Học viện Nhà trường trực thuộc Bộ Quốc phòng, Cục Quân y, Ban Cơ yếu Chính phủ, Trung tâm Nhiệt đới Việt-Nga, Viện Khoa học Công nghệ quân sự. - Chánh Thanh tra: Tổng cục (Hậu cần, Kỹ thuật, Tình báo, Công nghiệp Quốc phòng), Quân chủng, Quân khu, Bộ đội Biên phòng, Bộ Tư lệnh Thủ đô, Bộ Tư lệnh Cảnh sát biển, Bộ Tư lệnh Bảo vệ Lăng Chủ tịch Hồ Chí Minh, Quân đoàn, Binh chủng, Binh đoàn, Tập đoàn Viettel, Học viện Quốc phòng, Học viện Nhà trường trực thuộc Bộ Quốc phòng, Ban Cơ yếu Chính phủ, Trung tâm Nhiệt đới Việt-Nga, Viện Khoa học Công nghệ quân sự. - Giám đốc: Công ty Trường An, Công ty 59, Công ty 207, Nhà hát Ca múa nhạc Quân đội, Nhà hát quân đội, Công ty in quân đội 1, Công ty in quân đội 2, Công ty Cổ phần 20, Công ty Cổ phần 26, Công ty cổ phần 22, Công ty cổ phần 32, Công ty Dược và Trang thiết bị Y tế Quân đội, Công ty Newtaco, Công ty ứng dụng kĩ thuật công nghệ cao, Bảo tàng Tổng cục 2, Công ty CP đầu tư và xây lắp Tây Hồ, Công ty cổ phần Vật tư tổng hợp và Phân bón hóa sinh, Công ty CP Xi măng X18, Trung tâm Quan trắc và Phân tích Môi trường biển, Trung tâm Ra đa cảnh giới biển tầm xa, Công ty Xây dựng Công trình Hàng không (ACC 243), Công ty Thiết kế và Tư vấn xây dựng công trình hàng không (ADCC), Công ty Việt Bắc, Công ty 389, Công ty Duyên Hải, Câu lạc bộ bóng đá Quân khu 4, Công ty Cà phê 15, Công ty Đầu tư xây dựng Vạn Tường, Công ty 622, Công ty Đông Đô, Công ty 129, Trung tâm Kiểm nghiệm Nghiên cứu Dược Quân đội, Công ty Truyền hình Viettel, Các Trung tâm và công ty thuộc Tập đoàn Viettel, các Viện nghiên cứu thuộc Trung tâm Nhiệt đới Việt-Nga, các Viện nghiên cứu thuộc Viện Khoa học Công nghệ quân sự. - Giám đốc, Chính ủy: Nhà máy Z133, Nhà máy Z151, Nhà máy Z153, Xí nghiệp Z45, Nhà máy Z173, Nhà máy Z189, Nhà máy Z111, Nhà máy Z113, Nhà máy Z114, Nhà máy Z115, Nhà máy Z117, Nhà máy Z121, Nhà máy Z123, Nhà máy Z125, Nhà máy Z127, Nhà máy Z129, Nhà máy Z131, Nhà máy Z143, Nhà máy Z175, Nhà máy Z176, Nhà máy Z181, Nhà máy Z183, Nhà máy Z195, Nhà máy Z199, Nhá máy M2, Nhá máy 951 - Tổng Biên tập: Tạp chí Quân huấn, Tạp chí Kiến thức Quốc phòng hiện đại, Tạp chí An toàn thông tin - Hiệu trưởng, Chính ủy: Trường Cao đẳng Công nghệ và Kỹ thuật Ô tô, Trường Trung cấp Kỹ thuật Quân khí, Trường Trung cấp Kỹ thuật miền Trung, Trường Trung cấp Trinh sát, Trường Trung cấp kỹ thuật Hải quân, Trường Trung cấp Biên phòng 1, Trường Trung cấp Biên phòng 2, Trường Trung cấp Huấn luyện chó Nghiệp vụ, Trung tâm Huấn luyện Biên phòng, Trường Quân sự các Quân khu-Quân đoàn, Trường Cao đẳng nghề số 1, Trường Cao đẳng Nghề số 3, Trường Cao đẳng nghề số 4, Trường Cao đẳng nghề số 5, Trường Cao đẳng nghề số 7, Trường Cao đẳng Nghề số 9, Bệnh viện Quân y 112 - Chỉ huy trưởng: Trung tâm Thể dục Thể thao Quân đội, Trung tâm Huấn luyện Quân sự Miếu môn, Trung tâm Tập huấn Thể dục Thể thao, Trường Bắn Chi Lăng, Trung tâm Công nghệ Thông tin và Giám sát An ninh mạng - Trưởng ban: Ban Công đoàn Quốc phòng, Ban Thanh niên Quân đội, Ban Phụ nữ Quân đội - Chủ nhiệm Khoa: còn lại thuộc Học viện Quốc phòng, các Khoa thuộc: các Học viện, Trường Sĩ quan trực thuộc Bộ Quốc phòng - Hệ trưởng thuộc Học viện Quốc phòng: Hệ Chiến dịch - chiến lược, Hệ Sau đại học, Hệ Quốc tế, Hệ Quốc phòng - Chủ nhiệm Khoa, Giám đốc Trung tâm: thuộc Bệnh viện Trung ương Quân đội 108, Bệnh viện Trung ương Quân đội 175 - Cấp phó các chức vụ thuộc (Nhóm 5, Thiếu tướng) và (Nhóm 5, Đại tá) |
| 7                   | Đại tá                                                        | - Lữ đoàn trưởng, Chính ủy Lữ đoàn - Phó Sư đoàn trưởng, Phó Chính ủy Sư đoàn - Phó Chỉ huy trưởng, Phó Chính ủy Bộ Chỉ huy Quân sự cấp Tỉnh - Phó Chỉ huy trưởng, Phó Chính ủy Bộ Chỉ huy Bộ đội Biên phòng cấp Tỉnh - Cấp phó các chức vụ thuộc (Nhóm 6, Đại tá) và các chức vụ tương đương khác |
| 8                   | Thượng tá                                                     | - Phó Lữ đoàn trưởng, Phó Chính ủy Lữ đoàn - Trung đoàn trưởng, Chính ủy Trung đoàn - Chỉ huy trưởng, Chính trị viên Ban Chỉ huy Quân sự cấp huyện - Cấp phó các chức vụ thuộc (Nhóm 7, Đại tá) và các chức vụ tương đương khác |
| 9                   | Trung tá Trung tá Trung tá                                    | - Phó Trung đoàn trưởng, Phó Chính ủy Trung đoàn - Phó Chỉ huy trưởng, Chính trị viên phó Ban Chỉ huy Quân sự cấp huyện - Cấp phó các chức vụ thuộc (Nhóm 8, Thượng tá) và các chức vụ tương đương khác |
| 10                  | Trung tá Trung tá Trung tá                                    | - Tiểu đoàn trưởng, Chính trị viên Tiểu đoàn - Cấp phó các chức vụ thuộc (Nhóm 9, Trung tá) và các chức vụ tương đương khác |
| 11                  | Thiếu tá Thiếu tá Thiếu tá                                    | - Phó Tiểu đoàn trưởng, Chính trị viên phó Tiểu đoàn - Cấp phó các chức vụ thuộc (Nhóm 10, Trung tá) và các chức vụ tương đương khác |
| 12                  | Thiếu tá Thiếu tá Thiếu tá                                    | - Đại đội trưởng, Chính trị viên Đại đội - Cấp phó các chức vụ thuộc (Nhóm 11, Thiếu tá) và các chức vụ tương đương khác |
| 13                  | Đại úy                                                        | - Phó Đại đội trưởng, Chính trị viên phó Đại đội - Cấp phó các chức vụ thuộc (Nhóm 12, Thiếu tá) và các chức vụ tương đương khác |
| 14                  | Đại úy                                                        | - Trung đội trưởng - * Cấp phó các chức vụ thuộc (Nhóm 13, Đại úy) và các chức vụ tương đương khác |

### Quyền hạn điều động, phong, thăng quân hàm
| TT | Chức vụ                         | Quyền hạn |
| -- | ------------------------------- | --- |
| 1  | Chủ tịch nước                   | - Bổ nhiệm, miễn nhiệm, cách chức Tổng Tham mưu trưởng, Chủ nhiệm Tổng cục Chính trị. - Phong, thăng quân hàm từ cấp Thiếu tướng trở lên. |
| 2  | Thủ tướng Chính phủ             | - Bổ nhiệm, miễn nhiệm, cách chức Thứ trưởng Bộ Quốc phòng; Phó Tổng Tham mưu trưởng; Phó Chủ nhiệm Tổng cục Chính trị và các chức vụ nhóm 3 thuộc Bảng nhóm chức vụ Sĩ quan Quân đội nhân dân Việt Nam. |
| 3  | Bộ trưởng Bộ Quốc phòng         | - Bổ nhiệm, miễn nhiệm các chức vụ từ nhóm 4 cho đến nhóm 11 thuộc Bảng nhóm chức vụ Sĩ quan Quân đội nhân dân Việt Nam. - Điều động Sĩ quan từ nhóm 2 đến nhóm 14 từ đơn vị này sang đơn vị khác thuộc Bộ Quốc phòng. - Phong, thăng quân hàm Sĩ quan từ cấp Thiếu úy đến cấp Đại tá. - Chuyển chế độ phục vụ tại ngũ từ CNVCQP, QNCN sang Sĩ quan. |
| 4  | Tổng Tham mưu trưởng            | - Nâng bậc lương và phiên quân hàm QNCN cấp Thượng tá. - Điều động QNCN, CNVQP, HSQ-BS từ đơn vị này sang đơn vị khác thuộc Bộ Quốc phòng. - Chuyển chế độ phục vụ tại ngũ từ CNVQP, HSQ-BS sang QNCN hoặc ngược lại. |
| 5  | Chủ nhiệm Tổng cục Chính trị    | |
| 6  | Tư lệnh Quân khu (nhóm 3)       | - Nâng bậc lương và phiên quân hàm QNCN cấp Thiếu tá, Trung tá và CNVQP. - Điều động QNCN, CNVQP, HSQ-BS từ đơn vị này sang đơn vị khác thuộc Quân khu |
| 7  | Chính ủy Quân khu (nhóm 3)      | - Điều động, bổ nhiệm Sĩ quan dưới cấp Đại úy hoặc Sĩ quan dưới nhóm 12 trong nội bộ Quân khu |
| 8  | Tư lệnh Quân đoàn (nhóm 4)      | - Nâng bậc lương và phiên quân hàm QNCN cấp Thiếu tá, Trung tá và CNVQP. - Điều động QNCN, CNVQP, HSQ-BS từ đơn vị này sang đơn vị khác thuộc Quân đoàn |
| 9  | Chính ủy Quân đoàn (nhóm 4)     | - Điều động, bổ nhiệm Sĩ quan dưới cấp Đại úy hoặc Sĩ quan dưới nhóm 12 trong nội bộ Quân đoàn |
| 10 | Cục trưởng (nhóm 5)             | - Nâng bậc lương và phiên quân hàm QNCN từ cấp Thiếu úy đến Đại úy - Điều động QNCN, CNVQP, HSQ-BS từ đơn vị này sang đơn vị khác thuộc Cục. |
| 11 | Chính ủy Cục (nhóm 5)           | - Điều động, bổ nhiệm Sĩ quan dưới cấp Đại úy hoặc Sĩ quan dưới nhóm 12 trong nội bộ Cục |
| 12 | Sư đoàn trưởng (nhóm 6)         | - Nâng bậc lương và phiên quân hàm QNCN từ cấp Thiếu úy đến Đại úy. - Điều động QNCN, CNVQP, HSQ-BS từ đơn vị này sang đơn vị khác thuộc Sư đoàn |
| 13 | Chính ủy Sư đoàn (nhóm 6)       | - Điều động, bổ nhiệm Sĩ quan dưới cấp Đại úy hoặc Sĩ quan dưới nhóm 12 trong nội bộ Sư đoàn |
| 14 | Lữ đoàn trưởng (tương đương)    | - Nâng bậc lương và phiên quân hàm QNCN từ cấp Thiếu úy đến Đại úy. - Điều động QNCN, CNVQP, HSQ-BS từ đơn vị này sang đơn vị khác thuộc Lữ đoàn |
| 15 | Trung đoàn trưởng (tương đương) | - Điều động QNCN, CNVQP, HSQ-BS từ đơn vị này sang đơn vị khác thuộc Trung đoàn |
| 16 | Tiểu đoàn trưởng (tương đương)  | - Điều động HSQ-BS từ đơn vị này sang đơn vị khác thuộc Tiểu đoàn |

"Cấp có thẩm quyền quyết định bổ nhiệm đến chức vụ nào thì có quyền miễn nhiệm, cách chức, giáng chức, quyết định kéo dài thời hạn phục vụ tại ngũ, điều động, biệt phái, giao chức vụ thấp hơn, cho thôi phục vụ tại ngũ, chuyển ngạch và giải ngạch sĩ quan dự bị đến chức vụ đó".

## Chức vụ Quân nhân chuyên nghiệp
Quy chế về Quân nhân chuyên nghiệp được quy định lần đầu vào năm 1982 và sửa đổi bổ sung vào năm 1992. Năm 2007, Chính phủ ban hành Nghị định số 18/2007/NĐ-CP về Quân nhân chuyên nghiệp trong Quân đội nhân dân Việt Nam.
Quân nhân chuyên nghiệp là quân nhân có trình độ chuyên môn kỹ thuật nhất định cần cho công tác chỉ huy chiến đấu, do đó làm công tác chuyên môn nghiệp vụ dài hạn trong quân đội sau khi hoàn thành nghĩa vụ quân sự. Quân nhân chuyên nghiệp không làm công tác chỉ huy, quản lý. Chức vụ của Quân nhân chuyên nghiệp được xác định theo trình độ đào tạo (Sơ cấp, Trung cấp, Cao cấp) và hệ số lương.
Quân hàm thấp nhất của quân nhân chuyên nghiệp là Thiếu úy và cao nhất là Thượng tá. Quân hàm quân nhân chuyên nghiệp được phân biệt với quân hàm sĩ quan bằng vạch hồng chạy dọc cấp hiệu.

## Chức vụ Công nhân viên chức quốc phòng
Trong quân đội, công nhân viên chức quốc phòng là tên gọi chung (không có cấp bậc, quân hàm) của hai diện quản lý gồm:
Đối với diện Cán bộ Quản lý gọi là công chức quốc phòng
Đối với diện Quân lực quản lý gọi là công nhân quốc phòng
Chức vụ của Công nhân viên chức quốc phòng thường được gọi là Nhân viên hoặc Thợ Kỹ thuật đầu ngành.

## Chức vụ Hạ sĩ quan - Binh sĩ
Theo Nghị định 54/CP ngày 07 tháng 8 năm 1995 của Chính phủ về việc Ban hành Điều lệ Hạ sĩ quan, Binh sĩ trong Quân đội nhân dân Việt Nam
Hạ sĩ quan-Binh sĩ có hai ngạch là tại ngũ và dự bị. Đối với dự bị thì có hai hạng: Một và hai.
Chức vụ Chiến sĩ thường là Binh nhất, Binh nhì
Chức vụ Phó Tiểu đội trưởng thường là Binh nhất, Hạ sĩ
Chức vụ Tiểu đội trưởng thường là Hạ sĩ, Trung sĩ
Chức vụ Phó Trung đội trưởng thường là Trung sĩ, Thượng sĩ